# Septo nasal

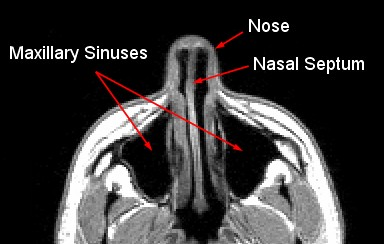
Imagem mostrando a posição do septo nasal (nasal septum) no rosto

Septo nasal é uma parede no interior do nariz que divide em dois a cavidade nasal e as narinas. Ele é originado das saliências nasais mediais.

## Composição
- O septo nasal é composto de três estruturas anatômicas:

Osso etmóide
Osso vômer
Cartilagem septo